# Manis

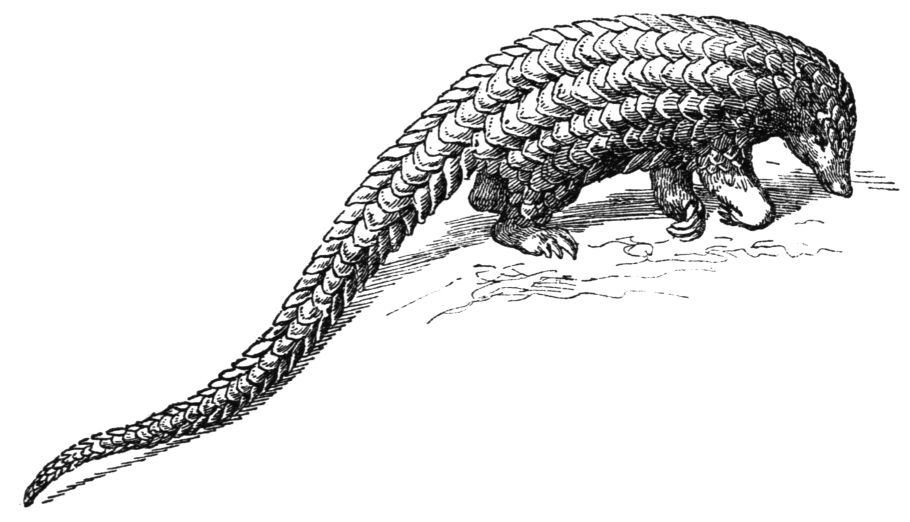
Dibujo de un pangolín. Manis tetradactyla, Schul-Naturgeschichte, 1891.

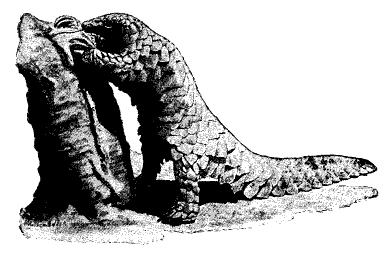
Otro dibujo de un pangolín terrestre. Ilustración en Nordisk familjebok, 1913, https://runeberg.org/nfbs/0069.html.

Manis es un género de mamíferos folidotos de la familia Manidae, conocidos vulgarmente como pangolines. Tienen grandes escamas, que cubren la mayor parte de su cuerpo. Se encuentran en las zonas tropicales de Asia y de África.
Los pangolines asiáticos se caracterizan por tener pabellones auditivos externos y escamas debajo de la cola. Su nombre proviene del vocablo malayo pengguling, que se traduce por "rodillo". El primer estudio anatómico reunificado y comparado entre los pangolines de África y de Asia lo realizó Francis Banguet en 1935.[cita requerida] que es un pangolin es de la familia manidae está en peligro de extinción ya que es traficado

## Características

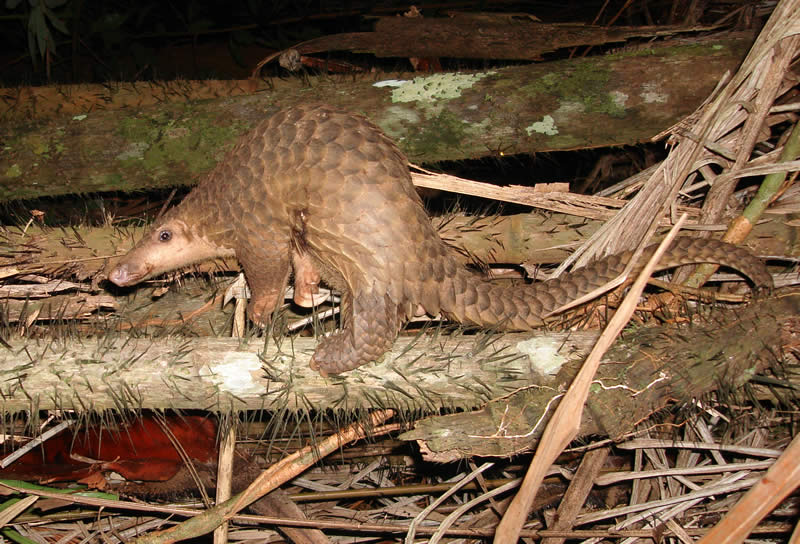
Pangolín malayo, Manis javanica

Los representantes del género Manis son pangolines de tamaño medio a grande. Formas más pequeñas como el Pangolín malayo (Manis javanica) o el pangolín de Palawan (Manis culionensis) sólo alcanzan una longitud cabeza-torso de unos 35 a 54 cm, en el caso del gran pangolín indio (Manis crassicaudata) alcanza los 84 cm. La cola suele ser más corta que el resto del cuerpo. En total, mide entre 25 y 71 cm de largo; las hembras son generalmente más pequeñas. En las especies predominantemente arborícolas, sin embargo, es significativamente más larga que en los habitantes del suelo, por ejemplo la cola del pangolín de Palawan (Manis culionenesis) puede ocupar hasta el 90% de la longitud cabeza-torso. El peso corporal varía entre 2,5 y 10 kg en las especies más pequeñas y hasta 20 kg en las especies más grandes. En el Pleistoceno, apareció Manis palaeojavanica, que es el mayor representante conocido de los pangolines en absoluto, con una longitud total de 2,5 m. El cráneo es cónico o en forma de pera con un rostrum alargado en su mayoría. Los ojos suelen ser pequeños y las orejas se distinguen por una protuberancia de piel engrosada en comparación con los pangolines africanos.
La apariencia externa de los pangolines la caracterizan las escamas largas, endurecidas y en forma de placas que recubren su cuerpo, lo cual es un atributo inusual entre los mamíferos. Como todos los pangolines, la especie Manis tiene una armadura de escamas que cubre la parte superior de la cabeza, el lomo y los flancos, la cola y la parte exterior de las patas. Las escamas individuales tienen forma de V y las puntas apuntan hacia atrás. Forman filas dispuestas transversalmente al cuerpo y se superponen como tejas. Una sola hilera de escamas recorre la línea media del lomo que, a diferencia de los representantes africanos, se extiende hasta la punta de la cola. Entre las escamas crecen pelos largos y finos, lo que también es diferente de la especie africana. Las partes no escamadas del cuerpo suelen tener poco pelo. Las extremidades, generalmente cortas y fuertes, terminan en cinco rayos con garras por delante y por detrás. Los radios interiores y exteriores son claramente más cortos que los tres centrales, pero tienen la misma longitud en las patas traseras de los pangolines asiáticos. La garra mediana del antepié es alargada hasta convertirse en una garra excavadora. En el pie trasero, la garra mediana sobrepasa claramente la garra del cuarto rayo, mientras que ambas tienden a ser de igual longitud en los pangolines africanos. En general, las garras de las patas traseras se alargan por término medio en las especies arborícolas que en las terrestres.

## Modo de vida

### Comportamiento territorial

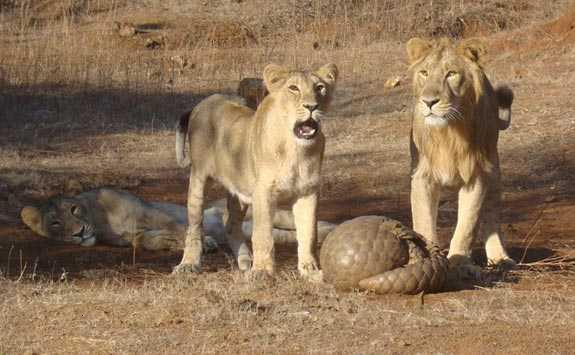
Este pangolín de Oriente Próximo se ha acurrucado para protegerse de los leones que le rodean.

Las distintas especies de Manis viven en solitario y son nocturnas, por lo que su estilo de vida sólo se conoce en detalle. Los tiempos de la actividad principal se distribuyen de forma diferente, pero normalmente la fase principal dura hasta dos horas. Viven tanto en el suelo como en los árboles, se mueven a cuatro patas a nivel del suelo, en los árboles trepan como orugas con la espalda estirada y doblada. La larga cola ayuda a asegurarlas y suele enrollarse alrededor del tronco. También son muy buenos nadadores. Los pangolines asiáticos construyen madrigueras en el suelo, pero también utilizan los huecos de los árboles. En caso de peligro inmediato, los animales se acurrucan en una bola, la cola entonces cubre las partes no escamadas del cuerpo.

### Dieta
La dieta principal consiste en insectos formadores de estados, como termitas y hormigas. Sólo el pangolín indio anterior es menos estrictamente mirmecófago y también consume otros insectos. La comida se busca con el extraordinario sentido del olfato. Sin embargo, el animal suele ser muy selectivo en su elección y sólo prefiere representantes de ciertos tipos de insectos. Los pangolines utilizan la garra central extendida de sus patas delanteras para abrir los nidos de hormigas y termitas. El alimento se ingiere con la lengua larga y pegajosa, que puede extenderse muy lejos de la boca.

### Reproducción
La reproducción de cada una de las especies del género Manis es poco conocida. A excepción del pangolín chino (Manis pentadactyla), la reproducción no está restringida estacionalmente. El período de gestación suele estimarse en dos o tres meses. Normalmente sólo nace una cría, el embrión se desarrolla en uno de los dos cuernos del útero. Las crías están ampliamente desarrolladas, con ojos abiertos y escamas blandas, y pueden arrastrarse inmediatamente después de nacer. Pasan el primer período en la madriguera, para luego abandonarla y montar aferrados a la raíz de la cola de la madre. El destete se completa posiblemente a los tres meses. No se sabe nada sobre la esperanza de vida en la naturaleza.

## Comportamiento
Son a menudo comparados con alcachofas o piñas caminantes. Se pueden enrollar en una bola cuando se ven amenazados, con sus escamas sobrepuestas actuando como armadura. Al nacer, las escamas son blandas, pero se van endureciendo a medida que el animal se desarrolla.
A pesar de no ser su arma primaria, las poderosas patas de los pangolines, usadas para cavar en la tierra endurecida, son lo suficientemente fuertes para partir una pierna humana de un solo golpe. Los pangolines también pueden emitir un ácido fétido de unas glándulas cerca del ano, similar al que segrega una mofeta. Los pangolines tienen patas cortas, con garras afiladas que usan para enterrarse.
Los pangolines carecen de dientes y de la habilidad de masticar. En su lugar, abren los hormigueros y termiteros con sus poderosas garras delanteras e introducen su larga lengua.
Se sabe muy poco sobre la reproducción de este animal, pero como mamífero sabemos que es vivíparo y la hembra suele parir una sola cría. Según se ha podido observar además, los pangolines viven solos o en parejas, pero nunca en manadas.
Las poblaciones de estos mamíferos se han visto reducidas ya que su carne es muy demandada en África y Asia; en China su carne se considera una exquisitez. Además, varias regiones asiáticas atribuyen poderes medicinales a sus escamas sin evidencias científicas. En años recientes, los pangolines han sido víctimas del tráfico de especies.

## Amenazas y protección

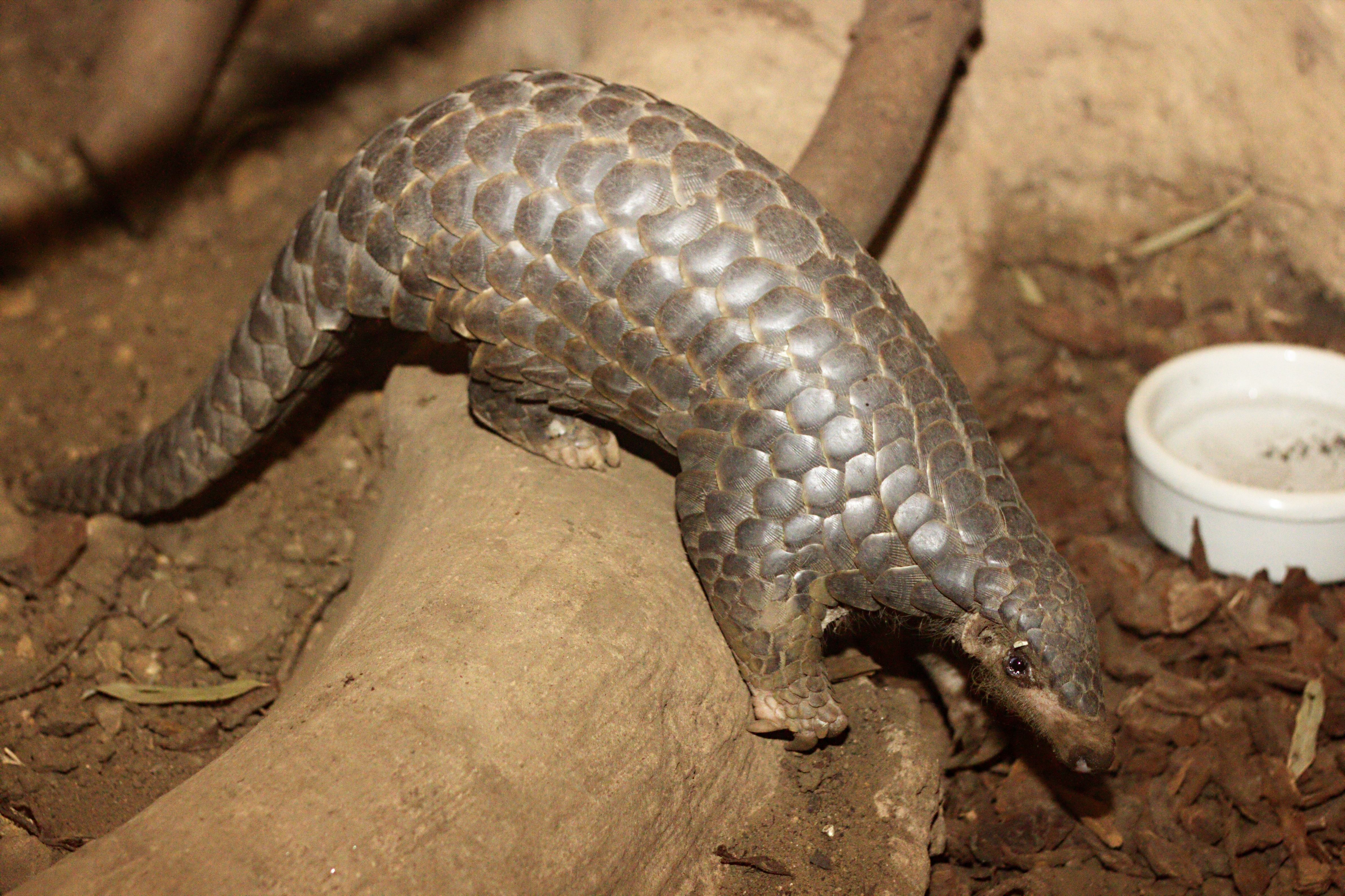
Pangolín chino (Manis pentadactyla) en el zoo de Leipzig.

Los pangolines asiáticos son utilizados por los humanos de muchas maneras. Su carne sirve como fuente de alimento, tanto a nivel local para el suministro de proteínas como a nivel internacional como especialidad exótica. Además, se atribuyen poderes curativos a las escamas y a otras numerosas partes del cuerpo, lo que las hace atractivas para la Medicina Tradicional China, entre otras cosas, pero también para otras costumbres regionales. La caza de pangolines asiáticos por parte del hombre se remonta a una larga tradición, pero fue la internacionalización del comercio desde la segunda mitad del siglo XX la que aumentó considerablemente la presión sobre las poblaciones de las distintas especies de manis. Así, sólo entre 1958 y 1965, se exportaron legalmente más de 60 t de escamas de pangolín desde Sarawak. Los animales capturados o sacrificados proceden en su mayoría de poblaciones silvestres, y las medidas de cría hasta ahora sólo han tenido éxito en contadas ocasiones, ya que los pangolines apenas se reproducen al cuidado del hombre. Esto ha llevado a algunas poblaciones regionales al borde del colapso, lo que ocurre especialmente en la cordillera septentrional, por lo que los pangolines son raros allí en la actualidad. 
Desde el año 2000, los pangolines asiáticos están sujetos a la Convención sobre el Comercio Internacional de Especies Amenazadas de Fauna y Flora Silvestres (CITES), por lo que el comercio de los animales o de sus partes del cuerpo está prohibido (cuota de exportación anual cero de CITES). Sin embargo, los pangolines asiáticos suelen acabar en el mercado negro ilegal, siendo China y Vietnam los principales compradores en la actualidad. La caza se desplaza cada vez más hacia las poblaciones del área de distribución del sur. En la primera década del siglo XXI, se confiscaron más de 6000 ejemplares vivos sólo en Malasia, en 2008, las autoridades de Vietnam confiscaron 24 toneladas de pangolines congelados y otras 14 toneladas en Sumatra. Además de esta inmensa presión cinegética, la creciente pérdida de hábitat debida a la expansión de los asentamientos humanos, así como las tierras de cultivo, también desempeñan un papel importante en la amenaza de las poblaciones individuales, aunque los pangolines asiáticos son capaces de adaptarse a las zonas con influencia humana en cierta medida, siempre que haya suficiente comida disponible. Debido a estos factores, la UICN incluye actualmente al pangolín chino (Manis pentadactyla) y al pangolín malayo (Manis javanica) en la categoría de en peligro crítico, así como al pangolín de la India cercana (Manis crassicaudata) y al pangolín de Palawan (Manis crassicaudata). pangolín (Manis culionensis) en la categoría "en peligro crítico" (en peligro).

## Riesgos sanitarios para las personas

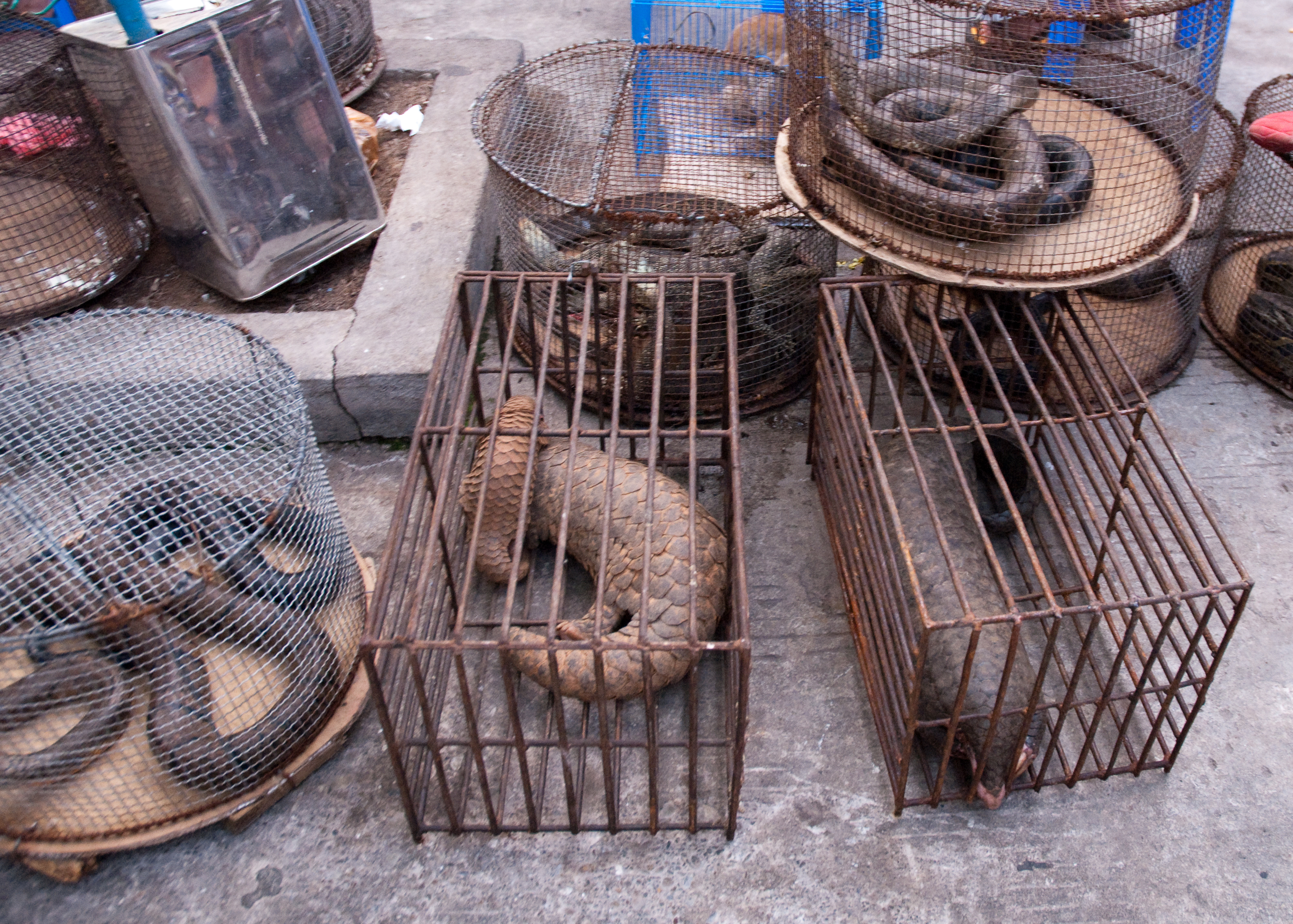
Pangolines en un mercado ilegal de animales en Birmania.

En 2019, la revista Viruses publicó en una nueva revisión la presencia de numerosos virus, entre ellos de coronavirus, en los pangolines malayos recogidos en las aduanas chinas en marzo de 2019, y guardados en un refugio para animales de Canton.
El 7 de febrero de 2020, la Universidad de Agricultura de China del Sur (华南农业大学) anunció el secuenciado del virus encontrado en el pangolín que tenía una homología del 99%  con el virus SARS-CoV-2 que provoca el Covid-19. El pangolín pudiera haber actuado de reservorio epidemiológico u hospedante entre el murciélago y el hombre, una hipótesis discutida por varios spécialistes.·· Algunos se aventuran también a profetizar que este hecho podría salvar estas especies de la extinción.
En julio de 2020, se confirmó que coronavirus ligados al SARS-CoV-2 eran portados por pangolines malayos (Manis javanica), uno de los cuales presenta un alto dominio de unión al receptor con similitud con el SARS-CoV-2, lo que hace pensar que este último coronavirus puede provenir de un evento de recombinación genética implicando coronavirus del SARS provenientes a la vez de murciélagos y de pangolines.

## Especies
Hay 9 especies vivas actualmente y una fósil:
- Subgénero Manis
  - Manis crassicaudata - Pangolín de la India o pangolín indio
  - Manis pentadactyla - Pangolín chino
  - Manis palaeojavanica † - Pangolín gigante asiático
- Subgénero Paramanis
  - Manis culionensis - Pangolín filipino.
  - Manis javanica - Pangolín malayo.
  - Manis mysteria[18] - Pangolin misterioso
- Subgénero Smutsia
  - Manis gigantea - Pangolín gigante
  - Manis temminckii - Pangolín de Temminck o pangolín terrestre
- Subgénero Uromanis
  - Manis tetradactyla (o Manis longicaudata) - Pangolín de cola larga
- Subgénero Phataginus
  - Manis tricuspis - Pangolín arborícola o pangolín arbóreo